# Třída Bung Karno
Třída Bung Karno je třída korvet indonéského námořnictva. Tvoří ji dvě plavidla, z nichž první bylo do služby přijato roku 2023 a zároveň slouží i jako prezidentská jachta. Sesterská korveta byla dokončena roku 2025.

## Stavba
Stavbou třídy byla pověřena indonéská loděnice PT Karimun Anugrah Sejati v Batamu. Stavba prototypového plavidla Bung Karno byla zahájena v červnu 2022. Na vodu bylo spuštěno 19. dubna 2023 a do služby bylo přijato 1. června 2023. Druhá jednotka Bung Hatta byla objednána 25. ledna 2024. Ve stejný den proběhlo první řezání oceli i založení kýlu. Do služby byla zařazena 17. dubna 2025.
Jednotky třídy Bung Karno:
| Jméno                | Zahájení stavby | Spuštěna       | Vstup do služby | Status  |
| -------------------- | --------------- | -------------- | --------------- | ------- |
| KRI Bung Karno (369) | 9. června 2022  | 19. dubna 2023 | 1. června 2023  | aktivní |
| KRI Bung Hatta (370) | 25. ledna 2024  | 27. února 2025 | 17. dubna 2025  | aktivní |

## Konsturkce

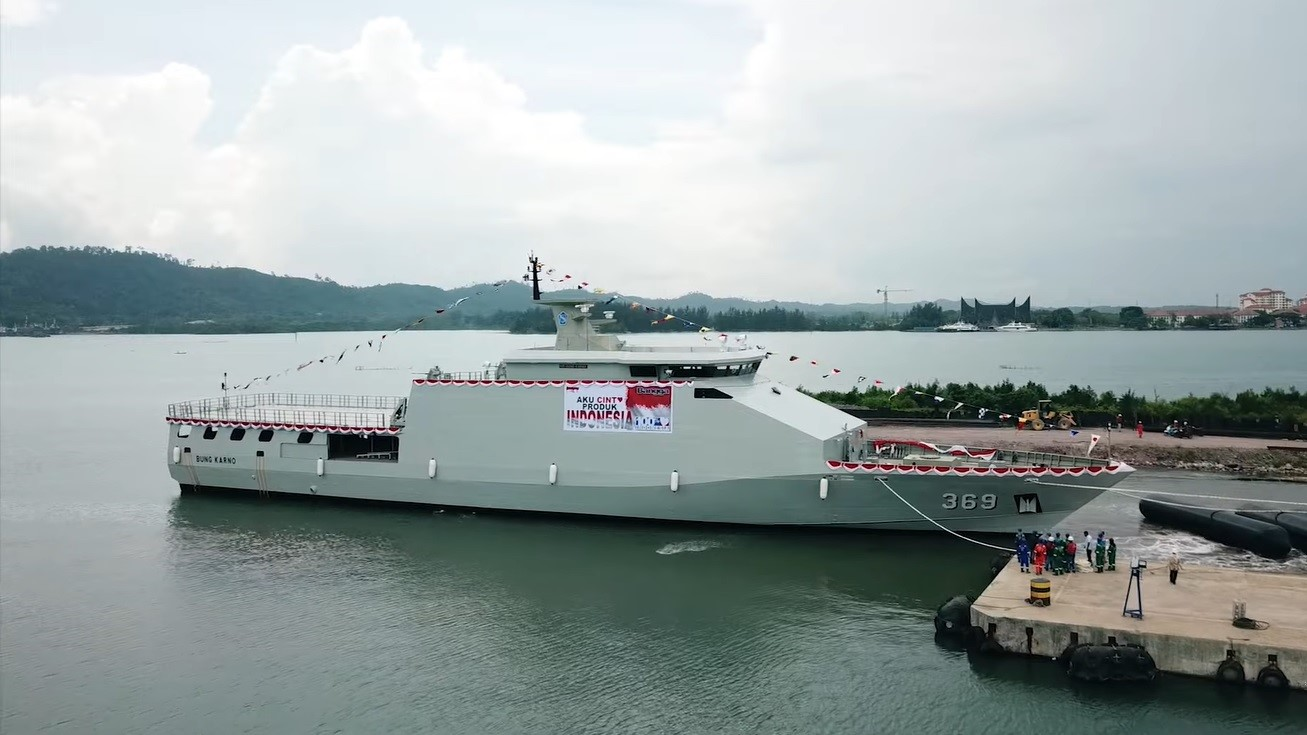
První jednotka Bung Karno po spuštění na vodu

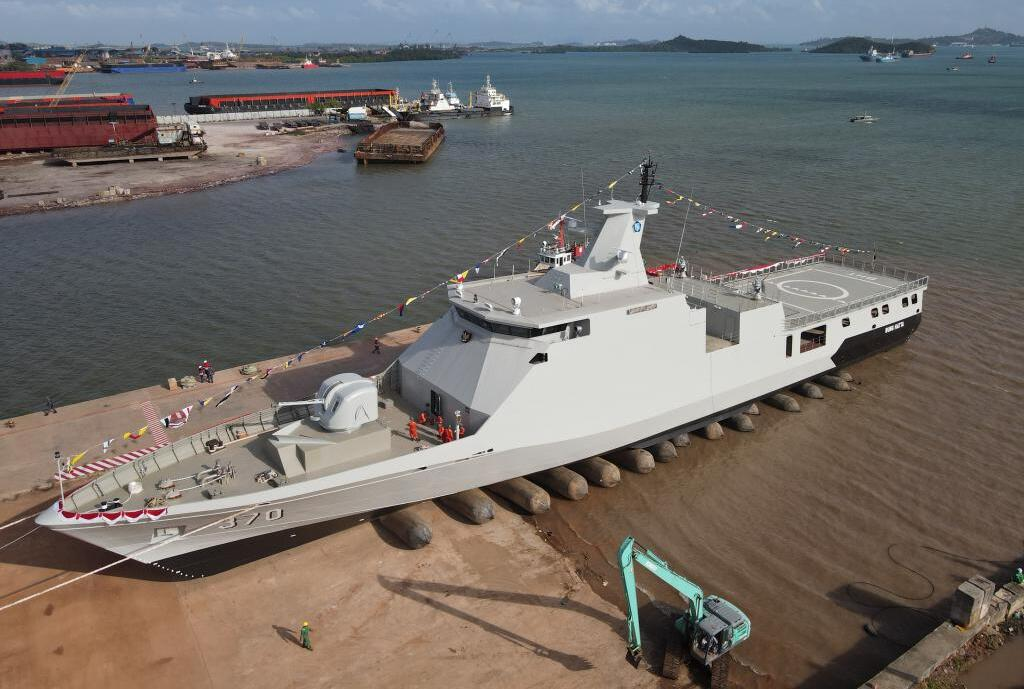
Druhá jednotka KRI Bung Hatta (370) při spuštění na vodu

### Bung Karno
Korveta Bung Karno je vybavena luxusními interiéry, neboť slouží zároveň jako bojové plavidlo i prezidentská jachta. Je vyzbrojena jedním 40mm kanónem Bofors L/70 na přídi, dvěma 20mm kanóny M55 ve dvou manuálních ovládaných nestabilizovaných lafetách M71/08 a dvěma dvojitými odpalovacími zařízeními Simbad-RC pro protiletadlové řízené střely Mistral. Na zádi se nachází přistávací plocha pro jeden vrtulníky AS565 Panther. Korveta není vybavena hangárem pro jeho uložení. Pohonný systém tvoří dva diesely o výkonu 10 800 hp. Nejvyšší rychlost dosahuje 24 uzlů a cestovní rychlost 20 uzlů. Dosah je 4000 námořních mil při rychlosti 18 uzlů.

### Bung Hatta
Bung Hatta se v některých ohledech liší. Proti první jednotce je větší a není vybavena jako prezidentská jachta, takže zůstalo více místa na výzbroj a další vybavení. Při vstupu do služby korveta ještě nebyla plně vybavena. Na přídi nesla 57mm kanón Bofors L/70 Mk1, která doplnily dva 20mm kanóny Jugoimport M71/08 umístěné po stranách nástavby. Zároveň měla přípravu pro instalaci protiletadlových řízených střel, protilodních střel a torpédometů. Na zádi je přistávací plocha pro vrtulník. Ani tato loď nenese hangár. Pohonný systém tvoří dva diesely. Nejvyšší rychlost dosahuje 25 uzlů.